# Herpsilochmus
Herpsilochmus es un género de aves paseriformes perteneciente a la familia Thamnophilidae que agrupa a especies nativas de América del Sur, aunque una especie (H. rufimarginatus) se extiende hasta Panamá, cuyas áreas de distribución se encuentran entre el extremo norte del continente hasta el norte de Argentina. Sus miembros comúnmente se denominan tiluchíes, y también batarás u hormigueritos.

## Características
Las especies de este género son tamnofílidos de colas bastante largas, pequeños, midiendo entre 11 y 12,5 cm de longitud, encontrados principalmente en el dosel de bosques húmedos de baja altitud, unas pocas especies en áreas montanas más bajas o bosques caducifolios. Todos son de patrón bien diferenciado y exhiben dimorfismo sexual, pero dos grupos de especies grises y blancas son muy similares y son mejor distinguidas por su vocalización y zona de distribución. Cuando cantan menean la cola; las hembras a menudo hacen eco al macho con una versión más corta de su canto. Todos, especialmente los habitantes del interior del bosque, son mucho más oídos que vistos.

## Sistemática
El género masculino Herpsilochmus fue propuesto por el ornitólogo alemán Jean Cabanis en 1847; La especie tipo subsecuentemente designada fue Myiothera pileata, actualmente Herpsilochmus pileatus.

### Etimología
El nombre genérico «Herpsilochmus» se compone de las palabras del griego «herpō» que significa ‘reptar, arrastrarse’ y «lokhmē» que significa ‘matorral, chaparral’.

### Taxonomía
H. praedictus es una nueva especie, descrita por Cohn-Haft y Bravo (2013) y reconocida por el Comité de Clasificación de Sudamérica (SACC) mediante la aprobación de la Propuesta N° 586 en septiembre de 2013.
H. stotzi es una nueva especie, descrita por Whitney et al (2013) y reconocida por el SACC mediante la aprobación de la Propuesta N° 585 en septiembre de 2013.
Algunos autores, como Aves del Mundo y Birdlife International, consideran al taxón H. rufimarginatus scapularis como la especie separada Herpsilochmus scapularis, con base en diferencias morfológicas y de vocalización. Sin embargo, estudios en profundidad de las vocalizaciones de los cuatro taxones compreendidos en H. rufimarginatus, concluyeron que H. rufimarginatus frater (incluyendo H. r. exiguus) debe ser tratada como especie separada, y que el taxón scapularis  sería apenas un sinónimo posterior de rufimarginatus, y por lo tanto inválido. La separación de Herpsilochmus frater y la invalidez de H. scapularis fueron referendados en la Propuesta N° 870 al SACC, en 2020.
Los estudios genéticos de Harvey et al. (2020), y los análisis filogenómicos de Bravo et al. (2021) demostraron que el presente género no era monofilético debido a que Herpsilochmus sellowi es hermana de la especie Biatas nigropectus, y que todo el resto de las especies en Herpsilochmus pertenecen a un clado junto a Dysithamnus. Debido a las considerables diferencias fenotípicas entre H. sellowi y B. nigropectus no se consideró adecuado unirlas en un único género, y como no había ningún otro nombre disponible para H. sellowi, Bravo y colaboradores describieron un nuevo género monotípico Radinopsyche. El cambio taxonómico fue aprobado en la Propuesta No 915 al Comité de Clasificación de Sudamérica (SACC) en julio de 2021.

## Lista de especies
Según las clasificaciones del Congreso Ornitológico Internacional (IOC) y Clements Checklist/eBird v.2019, agrupa a las siguientes especies, con su respectivo nombre común de acuerdo con la Sociedad Española de Ornitología (SEO) u otro cuando referenciado:
| Imagen | Nombre científico            | Autor                                               | Nombre común             | Estado de conservación | Distribución |
| ------ | ---------------------------- | --------------------------------------------------- | ------------------------ | ---------------------- | ------------ |
|        | Herpsilochmus pileatus       | (Lichtenstein), 1823                                | tiluchí pileado          | NT                     |              |
|        | Herpsilochmus atricapillus   | Pelzeln, 1868                                       | tiluchí plomizo          | LC                     |              |
|        | Herpsilochmus praedictus     | Cohn-Haft & Bravo, 2013                             | tiluchí esperado         | LC                     |              |
|        | Herpsilochmus stotzi         | Whitney, Cohn-Haft, Bravo, Schunck & Silveira, 2013 | tiluchí de Aripuana      | LC                     |              |
|        | Herpsilochmus motacilloides  | Taczanowski, 1874                                   | tiluchí motaciloide      | LC                     |              |
|        | Herpsilochmus parkeri        | T.J. Davis & O'Neill, 1986                          | tiluchí de Parker        | VU                     |              |
|        | Herpsilochmus sticturus      | Salvin, 1885                                        | tiluchí colipunteado     | LC                     |              |
|        | Herpsilochmus dugandi        | Meyer de Schauensee, 1945                           | tiluchí de Dugand        | LC                     |              |
|        | Herpsilochmus stictocephalus | Todd, 1927                                          | tiluchí de Todd          | LC                     |              |
|        | Herpsilochmus gentryi        | Whitney & Álvarez Alonso, 1998                      | tiluchí antiguo          | LC                     |              |
|        | Herpsilochmus dorsimaculatus | Pelzeln, 1868                                       | tiluchí dorsimanchado    | LC                     |              |
|        | Herpsilochmus roraimae       | Hellmayr, 1903                                      | tiluchí del Roraima      | LC                     |              |
|        | Herpsilochmus pectoralis     | P.L. Sclater, 1857                                  | tiluchí pectoral         | VU                     |              |
|        | Herpsilochmus longirostris   | Pelzeln, 1868                                       | tiluchí piquilargo       | LC                     |              |
|        | Herpsilochmus axillaris      | (Tschudi), 1844                                     | tiluchí pechiamarillo    | LC                     |              |
|        | Herpsilochmus rufimarginatus | (Temminck), 1822                                    | tiluchí alirrufo         | LC                     |              |
|        | Herpsilochmus frater         | P.L. Sclater & Salvin, 1880                         | tiluchí alirrufo norteño | NE                     |              |